# Коломбо (сезон 3)
Третий сезон американского телесериала «Коломбо», премьера которого состоялась на канале NBC 23 сентября 1973 года, а заключительная серия вышла 5 мая 1974 года, состоит из 8 эпизодов.

## Период трансляции
Сезон первоначально транслировался по воскресеньям в 8:30—10:00 (EST) в рамках «The NBC Mystery Movie».

## Релиз на DVD
Сезон был выпущен на DVD Universal Home Video.

## Эпизоды
| № в сериале | № в сезоне | Название                                              | Режиссёр          | Автор сценария                                                                                     | Убийцу играет                | Жертву(ы) играет                             | Дата премьеры    | Длительность |
| --- | ---------- | ----------------------------------------------------- | ----------------- | -------------------------------------------------------------------------------------------------- | ---------------------------- | -------------------------------------------- | ---------------- | ------------ |
| 18 | 1          | «Жертва красоты» «Lovely But Lethal»                  | Жанно Шварц       | Сюжет : Мирна Берковичи Телесценарий : Джексон Гиллис                                              | Вера Майлз                   | Мартин Шин, Сиан Барбара Аллен               | 23 сентября 1973 | 73 минуты    |
| Владелица косметической фирмы Вивека Скотт узнаёт от секретаря конкурирующей компании Ширли Блейн, что её главный специалист и бывший любовник Карл Лессинг собирается продать формулу омолаживающего крема её конкуренту, Дэвиду Лангу. Придя к Карлу домой, она пытается подкупить его. Карл готов пойти ей навстречу, но при этом хочет быть партнёром. Разгневанная Вивека убивает его. Пока Коломбо ведёт расследование, секретарша Дэвида Ланга узнаёт, кто убил Карла Лессинга, и начинает шантажировать Скотт. |            |                                                       |                   | |                              |                                              |                  |              |
| 19 | 2          | «Старый портвейн» «Any Old Port in a Storm»           | Лео Пенн          | Сюжет : Ларри Коэн Телесценарий : Стенли Ральф Росс                                                | Дональд Плезенс              | Гэри Конуэй                                  | 7 октября 1973   | 98 минут     |
| Гурман и энофил Эдриан Карсини унаследовал небольшое винное дело, специализирующееся на убыточных, но дорогих винах. Его сводный брат и партнёр Энрико при этом стал владельцем земли. Энрико сообщает о своём намерении жениться и продать земли под виноградники конкурентам, производителям дешёвых, но прибыльных вин. Эдриан не согласен с братом; в ссоре он ударяет Энрико по голове и оставляет умирать в герметичном винном погребе, а позже инсценирует несчастный случай, чтобы скрыть преступление. Коломбо подозревает Эдриана в убийстве, и, по ходу расследования, постигает основы виноделия. |            |                                                       |                   | |                              |                                              |                  |              |
| 20 | 3          | «Кандидат на убийство» «Candidate for Crime»          | Борис Сагал       | Сюжет : Ларри Коэн Телесценарий : Ирвинг Перлберг и Элвин Р. Фридман и Роланд Кибби и Дин Харгроув | Джеки Купер                  | Кен Своффорд                                 | 4 ноября 1973    | 98 минут     |
| Кандидат в сенаторы Нельсон Хейвард убивает руководителя своего предвыборного штаба, Гарри Стоуна. Хейвард всё рассчитал: он предложил Стоуну сфальсифицировать угрозы жизни, направленные в свой адрес, и Стоун согласился. Он заманивает Стоуна, одетого как Хейвард и едущего в его машине, в гараж, расположенный в пляжном домике кандидата, где стреляет в него. Спустя некоторое время Хейвард пытается убедить лейтенанта Коломбо в том, что целью убийцы был он сам, а Стоун был убит по ошибке. Чтобы следствие пошло по ложному следу, кандидат в сенаторы инсценирует покушение на самого себя. |            |                                                       |                   | |                              |                                              |                  |              |
| 21 | 4          | «Коломбо теряет терпение» «Double Exposure»           | Ричард Куайн      | Стивен Дж. Кеннел                                                                                  | Роберт Калп                  | Роберт Миддлтон, Чак МакКанн                 | 16 декабря 1973  | 73 минуты    |
| Специалист по мотивационным исследованиям Барт Каппл является автором нескольких успешных книг по теме подсознательной рекламы, которая заключается во вставке кадров рекламируемого продукта в кадры фильма. Несмотря на успех своего дела, в свободное время мужчина занимается шантажом, фотографируя своих женатых клиентов вместе с девушкой (которую он сам же и нанял, чтобы соблазнять жертв). Последняя жертва, Вик Норрис, отказывается платить и угрожает разоблачить Каппла, после чего тот убивает его выстрелом в сердце, используя в своём преступлении рекламный ролик. Лейтенант Коломбо подозревает доктора в убийстве, но убийца мастерски замёл следы.                                                                      |            |                                                       |                   | |                              |                                              |                  |              |
| 22 | 5          | «Роман без окончания» «Publish or Perish»             | Роберт Батлер     | Питер С. Фишер                                                                                     | Джек Кэссиди                 | Микки Спиллейн, Джон Чэндлер                 | 13 января 1974   | 73 минуты    |
| Издатель Райли Гринлиф взволнован тем, что писатель Ален Мэллори не хочет продлевать с ним контракт и решил издать свой новый бестселлер у его конкурента. Райли договаривается с Эдди Кейном, ветераном войны во Вьетнаме и специалистом по взрывам, об убийстве писателя. В то время как Гринлиф напивается в близлежащем баре, Кейн идет в офис Мэллори и убивает его выстрелом из револьвера. А спустя короткое время Гринлиф убивает Кейна, обставляя всё как несчастный случай. Коломбо, расследующий оба убийства, обнаруживает связь между этими двумя преступлениями. |            |                                                       |                   | |                              |                                              |                  |              |
| 23 | 6          | «Стивен Спилберг спешит на помощь» «Mind Over Mayhem» | Альф Кжеллин      | Сюжет : Роберт Шпехт Телесценарий : Стивен Бочко и Дин Харгроув и Роланд Кибби                     | Хосе Феррер                  | Лью Эйрс                                     | 10 февраля 1974  | 73 минуты    |
| Молодой и скромный ученый Нил Кахилл со своим отцом Маршалом работает в НИИ кибернетики. Маршал Кахилл, который является главой института, уговаривает сына стать «человеком года», за то что он стал автором совершенно нового и эффективного изобретения. Но профессор Говард Николсон уверен, что идея изобретения украдена у к тому моменту умершего доктора Карла Финча и требует сознаться в плагиате. Чтобы защитить своего сына, Маршал Кахилл убивает Говарда, инсценируя неудавшуюся кражу со взломом. Расследованием убийства руководит лейтенант Коломбо, и в этом запутанном деле ему на помощь приходит вундеркинд Стивен Спилберг.                                                                                               |            |                                                       |                   | |                              |                                              |                  |              |
| 24 | 7          | «Лебединая песня» «Swan Song»                         | Николас Коласанто | Сюжет : Стенли Ральф Росс Телесценарий : Дэвид Рейфил                                              | Джонни Кэш                   | Айда Лупино, Бонни Ван Дайк                  | 3 марта 1974     | 94 минуты    |
| Любимый кантри-певец миссис Коломбо Томми Браун переживает непростые времена. Его жена Эдна, ярая последовательница нового религиозного движения «Общество заблудших душ», забирает у мужа большие деньги на строительство нового храма. Она шантажирует Брауна его давней связью с несовершеннолетней девушкой, которая теперь находится под её опекой. Во время рейса в Лос-Анджелес на небольшом частном самолёте Томми усыпляет жену и бывшую любовницу, а сам выпрыгивает с парашютом. Самолёт разбивается, женщины погибают, а Браун обставляет крушение самолёта как трагическую аварию. Брат Эдны, Люк, требует, чтобы Коломбо расследовал этот случай как двойное убийство, в то же время FAA готово списать всё на несчастный случай. |            |                                                       |                   | |                              |                                              |                  |              |
| 25 | 8          | «Настоящий друг» «A Friend in Deed»                   | Бен Газзара       | Питер С. Фишер                                                                                     | Ричард Кили и Майкл МакГуайр | Розмари Мерфи и неуказанная в титрах актриса | 5 мая 1974       | 94 минуты    |
| Хью Колдуэлл убивает свою жену. Он ищет помощи у своего друга и соседа, заместителя комиссара полиции Марка Гальперина. Друг помогает Колдуэллу, создавая ему ложное алиби и инсценируя ограбление. Вместе с лейтенантом Коломбо он начинает расследование, «подозревая» в преступлении серийного грабителя, который уже несколько недель обворовывает местные дома. В районе начинается паника из-за грабителя, «совершившего своё первое убийство». На самом деле это часть хитроумного плана Марка Гальперина, замышляющего убийство собственной жены. |            |                                                       |                   | |                              |                                              |                  |              |